# أنجيلو فيرمولين
أنجيلو فيرمولين هو فنان تشكيلي وأحيائي بلجيكي، ولد في 1971 في سينت نيكلاس في بلجيكا.

## وصلات خارجية
- الموقع الرسمي